# Сумган-Кутук
Сумга́н-Куту́к (башк. Ҡотоҡ-Сумған. Сумга́н) — карстовая пещера в Башкортостане, одна из крупнейших пещер Урала. Расположена на западном склоне хребта Кибиз, в междуречье рек Белая и Нугуш, у слияния суходолов Сумган и Кутук. Памятник природы.

## Описание
Протяжённость пещеры составляет 9 860 м, глубина — 130 м. Образует лабиринт с горизонтальными и наклонными галереями, вытянутыми в юго-западном и юго-восточном направлениях. Лабиринт состоит из 3 ярусов, соединённых колодцами. В пещере множество больших залов с обилием натёчных образований. Входной колодец имеет глубину 70 м. Температура воздуха достигает 6,5 °C. В нижнем ярусе ранее протекала подземная река Сумган (в южном направлении, средний расход воды 0,3 м³/с). Вблизи от входного колодца имеется многолетняя наледь площадью около 600 м². Зимой стены входного колодца и ряда залов покрыты кристаллами изморози, имеются ледяные сталактиты и сталагмиты.
В связи с постройкой Юмагузинского водохранилища на реке Белой и поднятием уровня воды в водохранилище — нижний этаж пещеры Сумган-Кутук большей частью затоплен водой.
Температура воздуха летом 6—12°С. В пещере обитают летучие мыши.

## Топонимика
Название пещеры произошло от башкирских слов баш. ҡотоҡ — «колодец» и баш. сумған — «нырнувший», т. е. ушедший под землю, имеющий подземное русло.

## Галерея

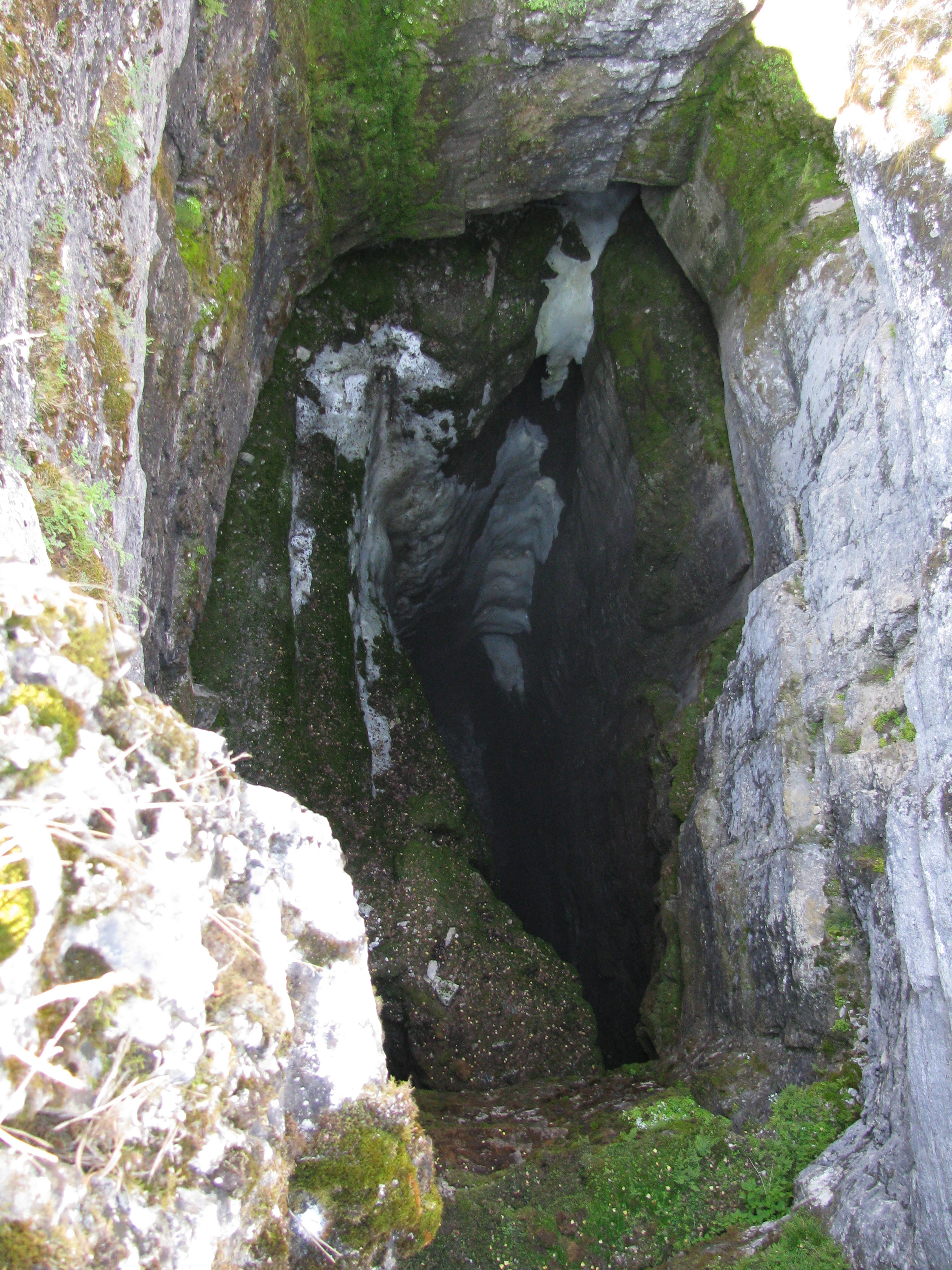
Входной колодец пещеры Сумган-Кутук